# 上米勒魏爾湖 (泰特南)
47°40′12.17″N 9°35′41.88″E / 47.6700472°N 9.5949667°E
上米勒魏爾湖（德語：Obermühleweiher），是德國的湖泊，位於該國西南部，由巴登-符騰堡州負責管轄，處於泰特南，面積0.01平方公里，海拔高度473米，平均水深3.5米，最大水深4.4米，水體容量3.1萬立方米。